# هاميلتون إي. هولمز
هاميلتون إي. هولمز (بالإنجليزية: Hamilton E. Holmes) هو طبيب أمريكي، ولد في 8 يوليو 1941 في أتلانتا في الولايات المتحدة، وتوفي بنفس المكان في 26 أكتوبر 1995.